# Ministre de la Défense (Australie)
Pour les articles homonymes, voir Ministre de la Défense.
Le ministre de la Défense (en anglais : Minister for Defence) est chargé au sein du gouvernement australien d'organiser, de mettre en œuvre et de formuler la politique gouvernementale en matière de défense et de questions militaires.
Il administre son ministère via l'Organisme australien de défense, qui englobe le ministère de la Défense et la Force de Défense australienne.

## Ministres de la Défense
Il y eut un ministre de la Défense du 1er janvier 1901 au 13 novembre 1939. Robert Menzies, le premier ministre, mit fin à ce poste au début de la Seconde Guerre mondiale en créant des ministères séparés pour la marine, l'armée de terre et l'armée de l'air, lui-même étant ministre de coordination de la défense dans son premier gouvernement. Il garda ces postes jusqu'à sa chute, puis dans le bref gouvernement de Arthur Fadden. John Curtin garda d'abord la même configuration que Menzies dans son gouvernement jusqu'au 14 avril 1942, où il se nomma ministre de la Défense. Les titres séparés de ministres de la marine, de l'armée de terre, et de l'air furent abolis par le deuxième gouvernement Whitlam le 30 novembre 1930, en même temps que les départements de la marine, de l'armée de terre et de l'armée de l'air. Il y eut aussi un portefeuille de la marine séparé entre 1915 et 1921. Depuis 1982, de temps en temps, il y a des ministres en dehors du cabinet qui assistent le ministre de la Défense. Par exemple, il y a en ce moment un ministre des sciences et du personnel de la défense, Warrent Snowdon.
| Ordre | Ministre                    | Parti                                             | Période     |
| ----- | --------------------------- | ------------------------------------------------- | ----------- |
| 1     | James Dickson               | Parti protectionniste                             | 1901        |
| 2     | John Forrest                | Parti protectionniste                             | 1901        |
| 3     | James Drake                 | Parti protectionniste                             | 1901-1903   |
| 4     | Austin Chapman              | Parti protectionniste                             | 1903-1904   |
| 5     | Anderson Dawson             | Parti travailliste                                | 1904        |
| 6     | James McCay                 | Parti protectionniste                             | 1904-1905   |
| 7     | Thomas Playford             | Parti protectionniste                             | 1905-1907   |
| 8     | Thomas Ewing                | Parti protectionniste                             | 1907-1908   |
| 9     | George Pearce               | Parti travailliste                                | 1908-1909   |
| 10    | Joseph Cook                 | Parti protectionniste                             | 1909-1910   |
| 11    | George Pearce               | Parti travailliste                                | 1910-1913   |
| 12    | Edward Millen               | Parti libéral du Commonwealth                     | 1913-1914   |
| 13    | George Pearce               | Parti travailliste/Parti nationaliste d'Australie | 1914-1921   |
| 14    | Walter Massy-Greene (en)    | Parti nationaliste d'Australie                    | 1921-1923   |
| 15    | Eric Bowden (en)            | Parti nationaliste d'Australie                    | 1923-1925   |
| 16    | Neville Howse (en)          | Parti nationaliste d'Australie                    | 1925-1927   |
| 17    | Thomas William Glasgow (en) | Parti nationaliste d'Australie                    | 1927-1929   |
| 18    | Albert Green (en)           | Parti travailliste                                | 1929-1931   |
| 19    | John Daly (en)              | Parti travailliste                                | 1931        |
| 20    | Ben Chifley                 | Parti travailliste                                | 1931-1932   |
| 21    | George Pearce               | Parti United Australia                            | 1932-1934   |
| 22    | Archdale Parkhill (en)      | Parti United Australia                            | 1934-1937   |
| 23    | Joseph Lyons                | Parti United Australia                            | 1937        |
| 24    | Harold Thorby (en)          | Country Party                                     | 1937-1938   |
| 25    | Geoffrey Street (en)        | Parti United Australia                            | 1938-1939   |
| *     | Robert Menzies              | Parti United Australia                            | 1939-1941   |
| *     | John Curtin                 | Parti travailliste                                | 1941-1942   |
| 26    | John Curtin                 | Parti travailliste                                | 1942-1945   |
| 27    | Jack Beasley (en)           | Parti travailliste                                | 1945-1946   |
| 28    | Frank Forde                 | Parti travailliste                                | 1946        |
| 29    | John Dedman (en)            | Parti travailliste                                | 1946-1949   |
| 30    | Eric Harrison               | Parti libéral d'Australie                         | 1949-1950   |
| 31    | Philip McBride (en)         | Parti libéral d'Australie                         | 1950-1958   |
| 32    | Athol Townley (en)          | Parti libéral d'Australie                         | 1958-1963   |
| 33    | Paul Hasluck                | Parti libéral d'Australie                         | 1963-1964   |
| 34    | Shane Paltridge (en)        | Parti libéral d'Australie                         | 1964-1966   |
| 35    | Allen Fairhall (en)         | Parti libéral d'Australie                         | 1966-1969   |
| 36    | Malcolm Fraser              | Parti libéral d'Australie                         | 1969-1971   |
| 37    | John Gorton                 | Parti libéral d'Australie                         | 1971        |
| 38    | David Fairbairn (en)        | Parti libéral                                     | 1971-1972   |
| 39    | Lance Barnard               | Parti travailliste                                | 1972-1975   |
| 40    | William Morrison (en)       | Parti travailliste                                | 1975        |
| 41    | Jim Killen (en)             | Parti libéral                                     | 1975-1982   |
| 42    | Ian Sinclair (en)           | Parti national                                    | 1982-1983   |
| 43    | Gordon Scholes (en)         | Parti travailliste                                | 1983-1984   |
| 44    | Kim Beazley                 | Parti travailliste                                | 1984-1990   |
| 45    | Robert Ray                  | Parti travailliste                                | 1990-1996   |
| 46    | Ian McLachlan (en)          | Parti libéral                                     | 1996-1998   |
| 47    | John Moore (en)             | Parti libéral                                     | 1998-2001   |
| 48    | Peter Reith (en)            | Parti libéral                                     | 2001        |
| 49    | Robert Hill (en)            | Parti libéral                                     | 2001-2006   |
| 50    | Brendan Nelson              | Parti libéral                                     | 2006-2007   |
| 51    | Joel Fitzgibbon             | Parti travailliste                                | 2007-2009   |
| 52    | John Faulkner               | Parti travailliste                                | 2009-2010   |
| 53    | Stephen Smith               | Parti travailliste                                | 2010-2013   |
| 54    | David Johnston              | Parti libéral                                     | 2013-2014   |
| 55    | Kevin Andrews               | Parti libéral                                     | 2014-2015   |
| 56    | Marise Payne                | Parti libéral                                     | 2015-2018   |
| 57    | Christopher Pyne            | Parti libéral                                     | 2018-2019   |
| 58    | Linda Reynolds              | Parti libéral                                     | 2019-2021   |
| 59    | Peter Dutton                | Parti libéral                                     | 2021-2022   |
| 60    | Richard Marles              | Parti travailliste                                | depuis 2022 |

* Ministre de coordination de la défense.

## Ministres de l'Armée de l'air
| Ministre                   | Parti                     | Période   |
| -------------------------- | ------------------------- | --------- |
| James Fairbairn            | Parti United Australia    | 1939–1940 |
| Arthur Fadden              | Parti United Australia    | 1940      |
| John McEwen                | Country Party             | 1940–1941 |
| Arthur Drakeford (en)      | Parti travailliste        | 1941–1949 |
| Thomas White (en)          | Parti libéral d'Australie | 1949–1949 |
| Philip McBride (en)        | Parti libéral d'Australie | 1951      |
| William McMahon            | Parti libéral d'Australie | 1951–1954 |
| Athol Townley (en)         | Parti libéral d'Australie | 1954–1956 |
| Frederick Osborne (en)     | Parti libéral d'Australie | 1956–1960 |
| Harrie Wade (en)           | Parti libéral d'Australie | 1960–1961 |
| Les Bury (en)              | Parti libéral d'Australie | 1961–1962 |
| David Fairbairn (en)       | Parti libéral d'Australie | 1962–1964 |
| Peter Howson               | Parti libéral d'Australie | 1964–1968 |
| Gordon Freeth (en)         | Parti libéral d'Australie | 1968–1969 |
| Dudley Erwin (en)          | Parti libéral d'Australie | 1969      |
| Thomas Drake-Brockman (en) | Parti libéral d'Australie | 1969–1972 |
| Lance Barnard              | Parti travailliste        | 1972–1973 |

## Ministres de l'Armée de terre
| Ministre             | Parti                     | Période   |
| -------------------- | ------------------------- | --------- |
| Geoffrey Street (en) | Parti United Australia    | 1939–1940 |
| Philip McBride (en)  | Parti United Australia    | 1940      |
| Percy Spender        | Parti United Australia    | 1940–1941 |
| Frank Forde          | Parti travailliste        | 1941–1946 |
| Cyril Chambers (en)  | Parti travailliste        | 1946–1949 |
| Josiah Francis (en)  | Parti libéral d'Australie | 1949–1955 |
| Eric Harrison        | Parti libéral d'Australie | 1955–1956 |
| John Cramer (en)     | Parti libéral d'Australie | 1956–1963 |
| Jim Forbes           | Parti libéral d'Australie | 1963–1966 |
| Malcolm Fraser       | Parti libéral d'Australie | 1966–1968 |
| Phillip Lynch (en)   | Parti libéral d'Australie | 1968–1969 |
| Andrew Peacock       | Parti libéral d'Australie | 1969–1972 |
| Bob Katter (en)      | Country Party             | 1972      |
| Lance Barnard        | Parti travailliste        | 1972–1973 |

## Ministres de la Marine
| Ministre                 | Parti                          | Période   |
| ------------------------ | ------------------------------ | --------- |
| Jens Jensen              | Parti travailliste             | 1915–1916 |
| Jens Jensen              | Parti travailliste national    | 1916–1917 |
| Joseph Cook              | Parti nationaliste d'Australie | 1917–1920 |
| William Laird Smith (en) | Parti nationaliste d'Australie | 1920–1921 |
| Frederick Stewart (en)   | Parti United Australia         | 1939–1940 |
| Archie Cameron (en)      | Parti United Australia         | 1940      |
| Billy Hughes             | Parti United Australia         | 1940–1941 |
| Norman Makin (en)        | Parti travailliste             | 1941–1946 |
| Arthur Drakeford (en)    | Parti travailliste             | 1946      |
| Bill Riordan (en)        | Parti travailliste             | 1946–1949 |
| Josiah Francis (en)      | Parti libéral d'Australie      | 1949–1951 |
| Philip McBride (en)      | Parti libéral d'Australie      | 1951      |
| William McMahon          | Parti libéral d'Australie      | 1951–1954 |
| Josiah Francis           | Parti libéral d'Australie      | 1954–1955 |
| Eric Harrison            | Parti libéral d'Australie      | 1955–1956 |
| Neil O'Sullivan (en)     | Parti libéral d'Australie      | 1956      |
| Charles Davidson (en)    | Parti libéral d'Australie      | 1956–1958 |
| John Gorton              | Parti libéral d'Australie      | 1958–1963 |
| James Forbes (en)        | Parti libéral d'Australie      | 1963–1964 |
| Fred Chaney (en)         | Parti libéral d'Australie      | 1964–1966 |
| Don Chipp                | Parti libéral d'Australie      | 1966–1968 |
| Bert Kelly (en)          | Parti libéral d'Australie      | 1968–1969 |
| James Killen (en)        | Parti libéral d'Australie      | 1969–1971 |
| Malcolm Mackay           | Parti libéral d'Australie      | 1971–1972 |
| Lance Barnard            | Parti travailliste             | 1972–1973 |

## Ministres de l'approvisionnement
| Ministre          | Parti                     | Période   | Titre du ministre                                        |
| ----------------- | ------------------------- | --------- | -------------------------------------------------------- |
| Richard Casey     | Parti United Australia    | 1939–1940 | Ministre de l'Approvisionnement et du Développement      |
| Frederick Stewart | Parti United Australia    | 1940      |                                                          |
| Philip McBride    | Parti United Australia    | 1940–1941 |                                                          |
| George McLeay     | Parti United Australia    | 1941      |                                                          |
| Jack Beasley      | Parti travailliste        | 1941–1942 |                                                          |
| Jack Beasley      | Parti travailliste        | 1942–1945 | Ministre de l'Approvisionnement et du Transport maritime |
| William Ashley    | Parti travailliste        | 1945–1948 |                                                          |
| John Armstrong    | Parti travailliste        | 1948–1949 | Ministre de l'Approvisionnement et du Développement      |
| Richard Casey     | Parti libéral d'Australie | 1949–1950 |                                                          |
| Howard Beale      | Parti libéral d'Australie | 1950–1958 | Ministre de l'Approvisionnement                          |
| Athol Townley     | Parti libéral d'Australie | 1958      |                                                          |
| Alan Hulme        | Parti libéral d'Australie | 1958–1961 |                                                          |
| Allen Fairhall    | Parti libéral d'Australie | 1961–1966 |                                                          |
| Denham Henty      | Parti libéral d'Australie | 1966–1968 |                                                          |
| Kenneth Anderson  | Parti libéral d'Australie | 1968–1971 |                                                          |
| Victor Garland    | Parti libéral d'Australie | 1971–1972 |                                                          |
| Lance Barnard     | Parti travailliste        | 1972–1973 |                                                          |
| Keppel Enderby    | Parti travailliste        | 1973–1974 |                                                          |

## Ministres des Munitions
| Ministre       | Parti                  | Période   |
| -------------- | ---------------------- | --------- |
| Robert Menzies | Parti United Australia | 1940      |
| Philip McBride | Parti United Australia | 1940–1941 |
| Norman Makin   | Parti travailliste     | 1941–1946 |
| John Dedman    | Parti travailliste     | 1946      |
| John Armstrong | Parti travailliste     | 1946–1948 |

## Ministres de la production de défense
| Ministre       | Parti                     | Période   | Titre du ministre                    |
| -------------- | ------------------------- | --------- | ------------------------------------ |
| John Leckie    | Parti United Australia    | 1941      | Ministre de la Production aérienne   |
| Donald Cameron | Parti travailliste        | 1941–1945 |                                      |
| Norman Makin   | Parti travailliste        | 1945–1946 |                                      |
| John Dedman    | Parti travailliste        | 1946      |                                      |
| Eric Harrison  | Parti libéral d'Australie | 1951–1956 | Ministre de la Production de défense |
| Howard Beale   | Parti libéral d'Australie | 1956–1958 |                                      |
| Athol Townley  | Parti libéral d'Australie | 1958      |                                      |
|                |                           |           |                                      |